# Torna a casa
«Torna a casa» es una canción interpretada por la banda italiana Måneskin, incluida en su primer álbum de estudio, Il ballo della vita (2018). Fue compuesta por los cuatro integrantes de la agrupación, Damiano David, Ethan Torchio, Thomas Raggi y Victoria De Angelis, mientras que su producción también quedó a su cargo con apoyo de Fabrizio Ferraguzzo. La canción fue lanzada como el segundo sencillo del álbum el 28 de septiembre de 2018 bajo la distribución de Sony Music y RCA Records.
«Torna a casa» se convirtió en la primera canción de la banda en alcanzar el número 1 en la lista semanal de éxitos de Italia, donde además logró cinco discos de platino. Su videoclip fue dirigido por el italiano Giacomo Triglia y publicado el 1 de octubre de 2018 en YouTube.

## Composición y lanzamiento
La canción fue compuesta por los cuatro integrantes de la banda, Damiano David, Ethan Torchio, Thomas Raggi y Victoria De Angelis, que además se encargaron de producirla con apoyo de Fabrizio Ferraguzzo. «Torna a casa» es una power ballad de rock que habla sobre cómo un hombre pierde a su musa y le canta con la esperanza de que escuche su llamado y vuelva con él. Al igual que el resto de las canciones de Il ballo della vita (2018), la letra hace alusión a una musa llamada «Marlena», una personificación ficticia de la libertad creada por la banda como concepto central del álbum. La canción fue lanzada como segundo sencillo del disco el 28 de septiembre de 2018 por Sony Music y RCA Records.

## Rendimiento comercial
«Torna a casa» debutó directamente en la primera posición del listado semanal de éxitos de Italia durante la semana del 4 de octubre de 2018, con lo que se convirtió en la primera canción de la banda en alcanzar el número 1 y por tanto en su tema mejor posicionado, superando el segundo lugar alcanzado por «Chosen» y «Morirò da re». La canción logró mantenerse en el primer puesto por un total de seis semanas y recibió cinco discos de platino por parte de la Federación de la Industria Musical Italiana (FIMI) tras exceder las 250 mil unidades vendidas en el país.
Tras la victoria de Måneskin en el Festival de la Canción de Eurovisión 2021, «Torna a casa» ingresó al listado semanal de las canciones más descargadas en Grecia en la posición número 11, que fue la cuarta más alta alcanzada por la banda. También ingresó al conteo semanal de éxitos de Finlandia en la posición número 14, mientras que en Lituania alcanzó el puesto número 5 y en Portugal el número 83.

## Vídeo musical
El videoclip de la canción fue dirigido por el italiano Giacomo Triglia y filmado en la Villa Arconati, ubicada en Bollate (Italia). Fue publicado el 1 de octubre de 2018 en el canal de YouTube de Måneskin. En el vídeo aparece la banda tocando dentro de la villa en compañía de varias bailarinas de ballet interpretadas por Francesca Stelladiplastica y Silvia Bonavigo.

## Posicionamiento en listas

### Semanales
| Finlandia | Finnish Singles Chart | 14 |
| Grecia    | Digital Singles Chart | 11 |
| Italia    | Top Singoli           | 1  |
| Lituania  | AGATA TOP 100 Chart   | 5  |
| Portugal  | AFP Top 100           | 83 |

### Certificaciones
| País   | Organismo certificador | Certificación | Ventas certificadas | Ref.  |
| ------ | ---------------------- | ------------- | ------------------- | ----- |
| Italia | FIMI                   | 5× Platino    | 250 000             | [ 6 ] |

## Premios y nominaciones
| Año  | Premiación        | Categoría      | Resultado | Ref.   |
| ---- | ----------------- | -------------- | --------- | ------ |
| 2019 | SEAT Music Awards | Mejor Sencillo | Ganador   | [ 12 ] |